# Maple (工藤静香の曲)
「maple」（メイプル）は、工藤静香通算36枚目のシングル。2002年4月24日発売。発売元はエクスタシー・ジャパン、販売元はユニバーサルミュージック。

## 解説
工藤もゲスト出演したテレビ朝日系金曜ドラマ『九龍で会いましょう』挿入歌。
前作「深紅の花」から1年半ぶりに発売された結婚・出産後初シングル。カップリング曲は古内東子が提供した「宝石箱」。中島みゆき以外の女性シンガーソングライター起用は初。本作前に「us…」の発売告知されたが（2001年4月25日予定）直前で中止された。同曲は後にトラックダウンされアルバム収録。アルバム『Jewelry Box』には、「maple」リミックスも収録。

## 収録曲
1. maple （5:29）
  - 作詞：愛絵理　作曲・編曲：菅原サトル

テレビ朝日系ドラマ『九龍で会いましょう』挿入歌
2. 宝石箱 （5:48）
  - 作詞・作曲：古内東子　編曲：小松秀行
3. maple （less vocal）
4. 宝石箱 （less vocal）

## 収録アルバム
- maple
  - Jewelry Box （15th アルバム）
- maple （remix）
  - Jewelry Box
- 宝石箱
  - Jewelry Box